# Mauricio Cruz
Mauricio Cruz   (Nicaragua, 11 de març de 1957) és un exfutbolista nicaragüenc de la dècada de 1980.
Fou internacional amb la selecció de Nicaragua. Pel que fa a clubs, destacà a Diriangén i Universidad. Posteriorment fou entrenador a la selecció i a Diriangén.
- 1993-2001:  Nicaragua
- 1992-2006: Diriangén
- 2008:  Nicaragua
- 2008-2010: Diriangén